# Дівочківська сільська рада
| Дівочківська сільська рада — колишня адміністративно-територіальна одиниця та орган місцевого самоврядування у Черняхівському районі Волинської округи, Київської й Житомирської областей Української РСР та України з адміністративним центром у с. Дівочки. Сільській раді були підпорядковані населені пункти: - с. Дівочки |

## Населення
Кількість населення ради, станом на 1923 рік, становила 1 212 осіб, кількість дворів — 149.
Відповідно до результатів перепису населення СРСР, кількість населення ради, станом на 12 січня 1989 року, становила 807 осіб.
Станом на 5 грудня 2001 року, відповідно до перепису населення України, кількість мешканців сільської ради становила 741 особу.

## Склад ради
Рада складалась з 12 депутатів та голови.

## Керівний склад сільської ради
| ПІБ                 | Основні відомості                                                               | Дата обрання | Дата звільнення |
| ------------------- | ------------------------------------------------------------------------------- | ------------ | --------------- |
| Сич Віктор Петрович | Сільський голова, 1963 року народження, освіта, безпартійний                    | 26.03.2006   | 31.10.2010      |
| Сич Віктор Петрович | Сільський голова, 1963 року народження, освіта середня спеціальна, безпартійний | 31.10.2010   |                 |

Примітка: таблиця складена за даними джерела

## Історія
Створена 1923 року в с. Дівочки Бежівської волості Житомирського повіту Волинської губернії. 7 березня 1923 року увійшла до складу новоствореного Черняхівського району Житомирської (згодом — Волинська) округи.
Станом на 1 вересня 1946 року та 1 січня 1972 року сільська рада входила до складу Черняхівського району Житомирської області, на обліку в раді перебувало с. Дівочки.
Виключена з облікових даних 17 липня 2020 року. Територію та населені пункти ради, відповідно до розпорядження Кабінету Міністрів України № 711-р від 12 червня 2020 року «Про визначення адміністративних центрів та затвердження територій територіальних громад Житомирської області», включено до складу Черняхівської селищної територіальної громади Житомирського району Житомирської області.